# Queering the Map
Queering the Map es una plataforma comunitaria de colaboración y contramapeo en línea en la que los usuarios comparten sus experiencias personales queer en ubicaciones específicas en un único mapa colectivo. Desde sus inicios, los usuarios han aportado a la plataforma más de 500.000 publicaciones en 23 idiomas.

## Historia
En 2017 Lucas LaRochelle, artista y profesional del diseño canadiense comenzó a trabajar en Queering the Map para un proyecto de clase en la Universidad Concordia de Montreal. Lanzó el proyecto en mayo del mismo año. LaRochelle ha mencionado como influencia para el proyecto el duradero impacto de los recuerdos personales, su conexión con los lugares en los que suceden y las ideas de Sara Ahmed sobre lo queer y los sentimientos que surgen con los espacios. Para LaRochelle, un espacio queer puede ser una experiencia relacional creada y/o compartida entre personas queer. LaRochelle ha declarado que su principal intención al iniciar el proyecto era crear un archivo de estos espacios que trascienden la noción tradicional de espacios queer como lugares fijos (como negocios o barrios) reclamados por comunidades claramente definidas.
En febrero de 2018, el DJ de Montreal Frankie Teardrop compartió Queering the Map en Facebook, aumentando considerablemente su visibilidad. Durante ese mes, la cantidad de puntos guardados en el mapa aumentó de 600 a 6500 en tan solo tres días. El mismo mes, un ciberataque que generó puntos con comentarios apoyando al presidente estadounidense Donald Trump le obligó a LaRochelle a cerrar la web y pedir ayuda en su propia URL. Durante los siguientes dos meses, 8 voluntarios desarrollaron una versión más segura del sitio en GitHub, y el proyecto cumplía las condiciones necesarias para tener el servicio gratuito de ciberseguridad Proyecto Galileo de Cloudflare. A través de este proceso también se desarrolló un sistema de moderación para la plataforma. En abril de 2018, se volvió a lanzar Queering the Map.
En 2019, LaRochelle empezó a desarrollar QT.bot, una red neuronal artificial entrenada para generar historias queer hipotéticas utilizando las historias compartidas en Queering the Map.

## Recepción
Queering the Map ha aparecido en prensa en diferentes medios de comunicación con sede en Australia, Brasil, Canadá, la República Checa Francia, España, Suiza, Reino Unido y Estados Unidos, incluidos Autostraddle, CBC Arts, CityNews, Condé Nast Traveler, Fugues, Numerama, Paper, rabble.ca, The McGill Daily, The Skinny, VICE y VOGUE.
En 2023, Reckon publicó un artículo sobre personas palestinas pertenecientes a la comunidad LGBTQ que habían recurrido a Queering the Map para compartir sus historias durante la guerra entre Israel y Gaza de 2023.

### Reconocimientos
En 2018, Queering the Map recibió una mención honorífica en el Prix Ars Electronica y fue nominado a los premios Kantar Information is Beautiful (en español, "la información es bella") y al Premio Lumen de Arte Digital.

## Contexto
Desde su relanzamiento, Queering The Map se está volviendo muy conocido en el campo del diseño y forma parte de un cambio de corriente queer en diseños de artistas e investigadores de diseño como Ece Canli, Emeline Brulé, Luiza Prado de O. Martins y Tiphaine Kazi. Tani, que ha sido calificada de "radical, caótica y deconstructiva".